# Minerva (marka samochodów)
Minerva – belgijskie przedsiębiorstwo branży motoryzacyjnej, działające w latach 1903-1956.

## Modele
Lista niepełna
- Minerva AF
- Minerva Land Rover
- Minerva Commando